# 本島村
本島村（ほんじまそん）は、香川県仲多度郡にあった村。

## 歴史
- 1890年（明治23年）2月15日 - 町村制施行に伴い、那珂郡泊浦、笠嶋浦、生濱浦、甲生浦、尻濱浦、大浦、福田浦、牛嶋が合併し、本嶋村が発足。
- 1899年（明治32年）4月1日 - 那珂郡が多度郡と合併し、仲多度郡となる。
- 1954年（昭和29年）3月31日 - 丸亀市へ編入され、消滅。